# آلکس هو آندرسن
آلکس هو آندرسن (دانمارکی: Alex Høgh Andersen؛ زادهٔ ۲۰ مهٔ ۱۹۹۴) بازیگر اهل دانمارک است. وی از سال ۲۰۱۲ میلادی تاکنون مشغول فعالیت بوده‌است.
از فیلم‌ها یا مجموعه‌های تلویزیونی که وی در آن‌ها نقش داشته است، می‌توان به یک جنگ و وایکینگ‌ها اشاره نمود.